# Килтама
Килтама (Килтамах; англ. Kiltimagh [kɪltʃɨˈmɒx]; ирл. Coillte Mach, «лес Маха») — (переписной) посёлок в Ирландии, находится в графстве Мейо (провинция Коннахт).
Местная железнодорожная станция была открыта 1 октября 1895 года и закрыта 17 июня 1963 года. Сейчас в её здании располагается Музей Килтамы, в котором рассказывается о местном быте и истории.

## Демография
Население — 1 096 человек (по переписи 2006 года). В 2002 году население было 1 000 человек.
Данные переписи 2006 года:
| Общие демографические показатели |               |                               |                               |      |      |
| Всё население                    | Всё население | Изменения населения 2002—2006 | Изменения населения 2002—2006 | 2006 | 2006 |
| 2002                             | 2006          | чел.                          | %                             | муж. | жен. |
| 1 000                            | 1 096         | 96                            | 9,6                           | 541  | 555  |

В нижеприводимых таблицах сумма всех ответов (столбец «сумма»), как правило, меньше общего населения населённого пункта (столбец «2006»).
| Религия (Тема 2 — 5 : Число людей по религиям, 2006) |             |                |             |            |       |       |
| Католики, чел.                                       | Католики, % | Другая религия | Без религии | не указано | сумма | 2006  |
| 999                                                  | 91,1        | 50             | 36          | 11         | 1 096 | 1 096 |

| Этно-расовый состав (Этничность. Тема 2 — 3 : Постоянное население по этническому или культурному происхождению, 2006) |            |              |       |        |        |            |       |       |
| Белые ирландцы | Лухт-шулта | Другие белые | Негры | Азиаты | Другие | Не указано | сумма | 2006  |
| 931 | 1          | 89           | 29    | 9      | 10     | 6          | 1 075 | 1 096 |
| Доля от всех отвечавших на вопрос, %                                                                                   |            |              |       |        |        |            |       |       |
| 86,6 | 0,1        | 8,3          | 2,7   | 0,8    | 0,9    | 0,6        | 100   | 98,11 |

1 — доля отвечавших на вопрос о языке от всего населения.
| Владение ирландским языком (Тема 3 — 1 : Число людей от 3 лет и старше по способности говорить по-ирландски, 2006) |      |            |       |       |
| Владеете ли Вы ирландским языком?                                                                                  |      |            |       |       |
| Да | Нет  | Не указано | сумма | 2006  |
| 499 | 539  | 15         | 1 053 | 1 096 |
| Доля от всех отвечавших на вопрос о языке, %                                                                       |      |            |       |       |
| 47,4 | 51,2 | 1,4        | 100   | 96,11 |

1 — доля отвечавших на вопрос о языке от всего населения.
| Использование ирландского языка (Тема 3 — 2 : Irish speakers aged 3 or over by frequency of speaking Irish, 2006) |                                                            |                                               |                                               |                                               |                                               |                                               |       |                                     |       |
| Как часто и где Вы говорите по-ирландски?                                                                         |                                                            |                                               |                                               |                                               |                                               |                                               |       |                                     |       |
| ежедневно, только в образовательных учреждениях                                                                   | ежедневно, как в образовательных учреждениях, так и вне их | в других местах (вне образовательной системы) | в других местах (вне образовательной системы) | в других местах (вне образовательной системы) | в других местах (вне образовательной системы) | в других местах (вне образовательной системы) | сумма | всего, отвечавших на вопрос о языке | 2006  |
| ежедневно, только в образовательных учреждениях                                                                   | ежедневно, как в образовательных учреждениях, так и вне их | ежедневно                                     | каждую неделю                                 | реже                                          | никогда                                       | не указано                                    | сумма | всего, отвечавших на вопрос о языке | 2006  |
| 137 | 4                                                          | 6                                             | 32                                            | 178                                           | 138                                           | 4                                             | 499   | 1 053                               | 1 096 |
| Доля от всех отвечавших на вопрос о языке, %                                                                      |                                                            |                                               |                                               |                                               |                                               |                                               |       |                                     |       |
| 13,0 | 0,4                                                        | 0,6                                           | 3,0                                           | 16,9                                          | 13,1                                          | 0,4                                           | 47,4  | 100                                 |       |

| Типы частных жилищ (Тема 6 — 1(a) : Число частных домовладений по типу размещения, 2006) |          |         |                 |            |       |       |
| Отдельный дом                                                                            | Квартира | Комната | Переносные дома | не указано | сумма | 2006  |
| 380                                                                                      | 32       | 3       | 0               | 2          | 417   | 1 096 |